# Dracaena draco
Dracaena draco (L.) L., conocido en castellano como drago o drago de Canarias, es una especie de planta perenne de porte arbóreo de la familia Asparagaceae. Es originario de la Macaronesia y el noroeste de África.
El drago posee un alto valor simbólico y cultural en las islas Canarias, teniendo también un gran atractivo como planta ornamental.

## Descripción

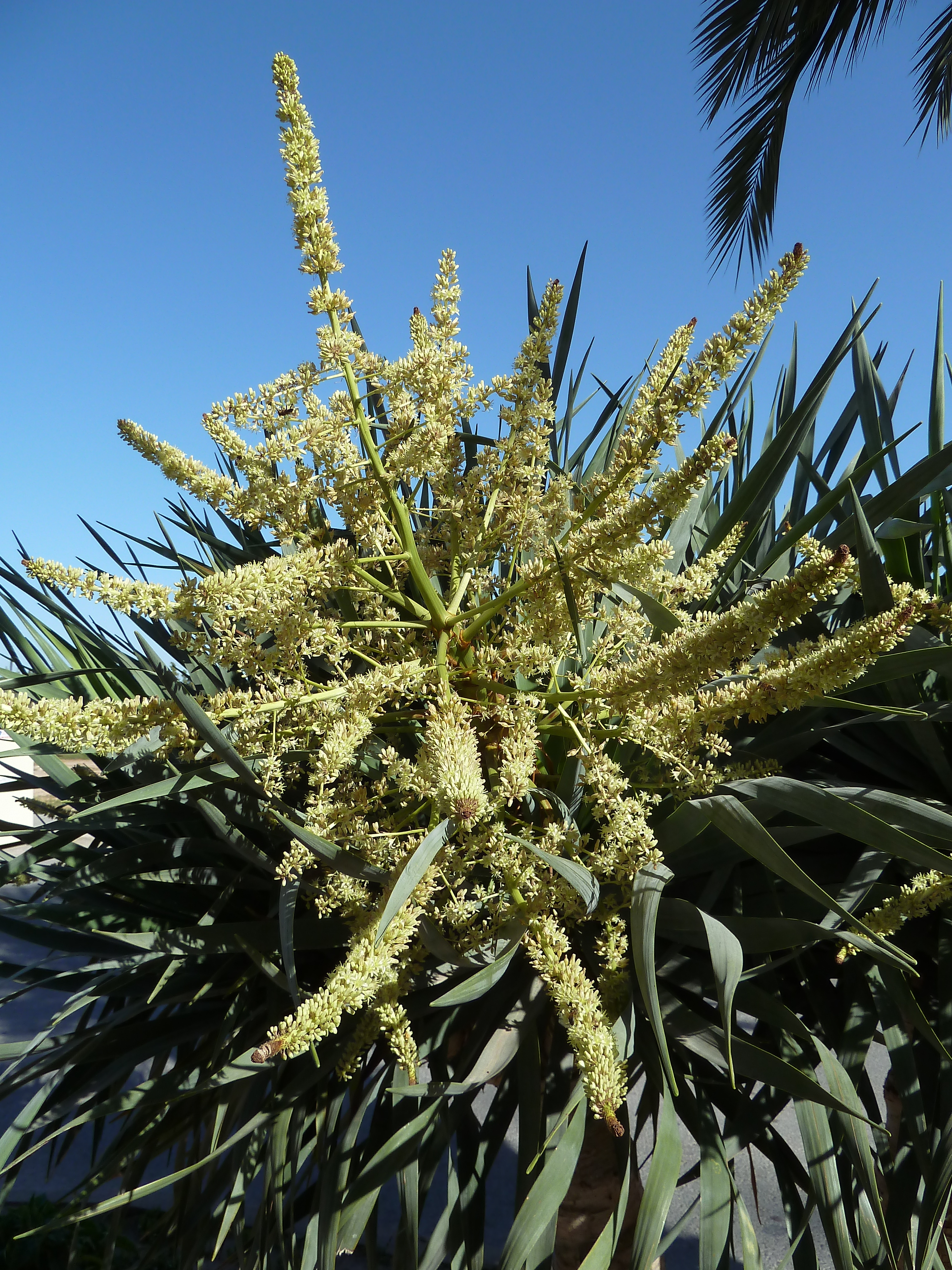
Detalle de la inflorescencia.

Esta planta de lento crecimiento (puede tardar una década en crecer 1 m) se caracteriza por su tallo único, liso en la juventud y que se torna rugoso con la edad. El tallo no presenta anillos de crecimiento, por lo que su edad solamente se puede estimar por el número de hileras de ramas, ya que se va ramificando después de la primera floración, aproximadamente cada 15 años. 
La planta de apariencia arbórea, está coronada por una densa copa en forma de paraguas con gruesas hojas coriáceas de color entre verde grisáceo y glauco, de 50 a 60 cm de longitud y unos 3 o 4 cm de anchura. Puede alcanzar más de 18 m de altura. 
Las flores, que surgen en racimos terminales, son de color blanco. Los frutos carnosos, de entre 1 a 1,5 cm, son redondos y anaranjados.
La floración se produce en verano, de junio a agosto.

## Distribución y hábitat
D. draco se encuentra presente de forma natural en los archipiélagos de Canarias ―España―, Madeira ―Portugal― y Cabo Verde. En el continente africano se localiza en el Anti-Atlas marroquí. Las poblaciones de Azores se consideran introducidas.
También podemos encontrar esta especie en la isla de Socrota en Yemen, lo que hace pensar en un origen común en el continente africano y no en una especie endémica del litoral occidental.
En Canarias crece en riscos, acantilados y laderas inaccesibles de los barrancos, entre los 30 a 800 m s. n. m., en los dominios del bosque termófilo y zonas altas del tabaibal-cardonal donde reciba el influjo de los vientos alisios. Se halla en las islas de El Hierro, La Palma, La Gomera, Tenerife y Gran Canaria, aunque estudios modernos solo la consideran nativa de las dos últimas, habiendo sido introducida desde época temprana en el resto. Los grupos más importantes de dragos silvestres se localizan en la isla de Tenerife, en los macizos antiguos de Anaga, Teno y Adeje. En Gran Canaria se considera extinta en estado natural después de que en 2009 muriera el único ejemplar que se reconocía como silvestre, y que se ubicaba en el barranco de Pino Gordo en La Aldea de San Nicolás.
En Madeira está presente en la isla homónima con un solo ejemplar silvestre. Se lo considera extinto en Porto Santo, donde Philip Barker Webb y Sabin Berthelot vieron un único superviviente en 1828.
En Cabo Verde se localiza entre los 50 a 1400 m s. n. m., hallándose en las islas de Santo Antão, São Nicolau y Fogo, estando extinta en São Vicente y habiendo ejemplares subespontáneos en isla de Santiago y Brava.
En Marruecos se halla en la parte occidental de las montañas del Anti-Atlas, entre los 400 a 1400 m s. n. m. en los acantilados de las gargantas del Assif Oumarhouz.

## Diversidad
Existen dos subespecies aceptadas de D. draco:
- Dracaena draco subsp. draco, endemismo macaronésico;
- Dracaena draco subsp. ajgal Benabid & Cuzin, presente en el noroeste africano.

Algunos autores incluyen a las poblaciones de Cabo Verde en la subespecie caboverdeana Marrero Rodr. & R.S.Almeida.

## Taxonomía

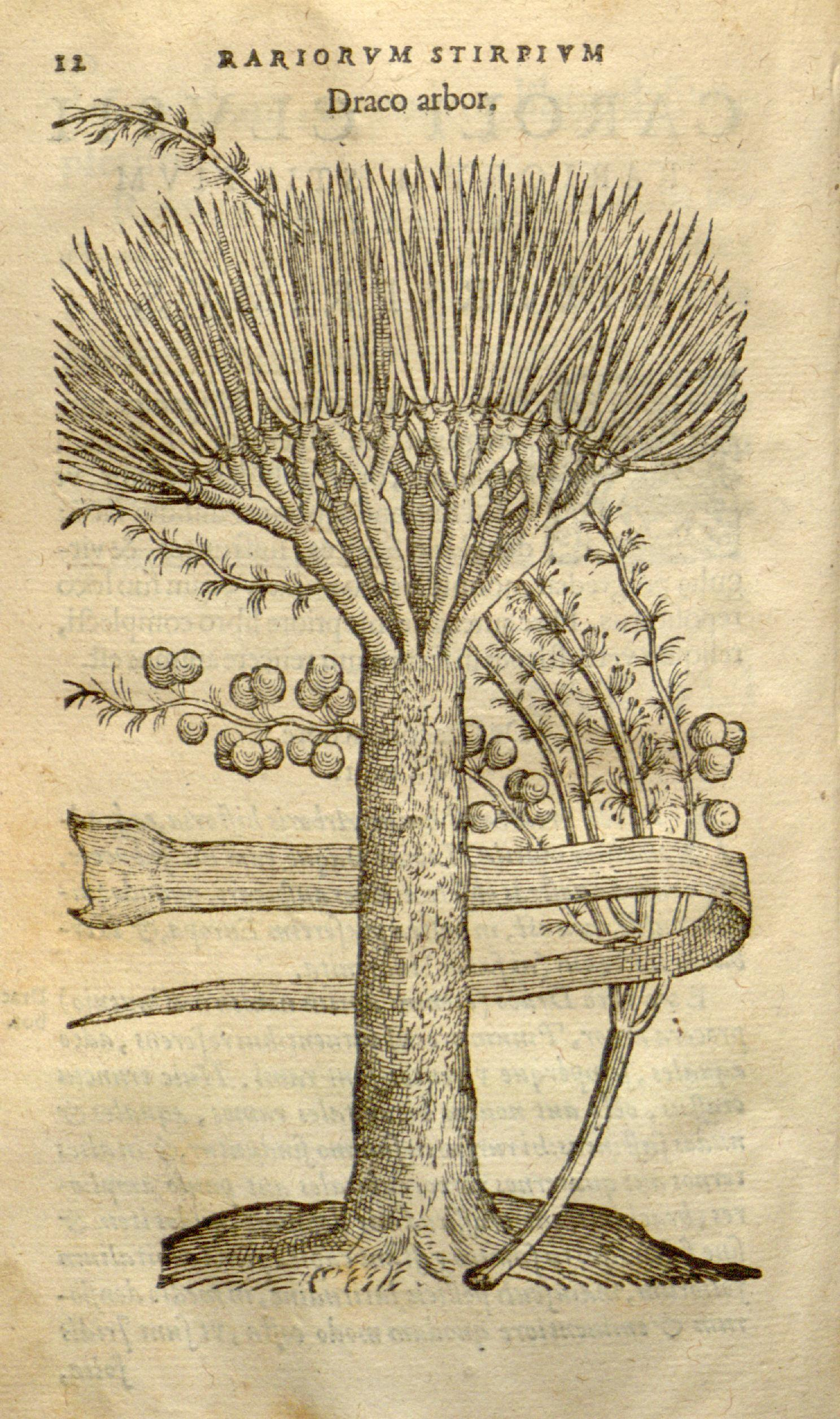
Dibujo de un drago realizado por Carolus Clusius en 1576 y que sirvió a Linneo para su descripción.

El taxón fue descrito y publicado originalmente como Asparagus draco por el naturalista sueco Carlos Linneo en Species Plantarum en el año 1762. Sin embargo, el propio autor la renombró como Dracaena draco en Systema naturæ en 1767.
Etimología
- Dracaena: nombre genérico derivado del griego drakaina, 'dragona' o 'serpiente', aludiendo a su savia conocida como sangre de dragón.
- draco: epíteto latino que significa 'dragón'.

Sinonimia
Presenta los siguientes sinónimos:
- Asparagus draco L.
- Dracaena boerhaavei Ten.
- Dracaena draco var. angustifolia Schult.
- Dracaena draco var. laxifolia Hayne
- Dracaena draco var. pendulifolia Hayne
- Dracaena draco var. strictifolia Hayne
- Dracaena resinifera Salisb.
- Dracaena yucciformis Vand.
- Draco arbor Garsault
- Draco clusii Crantz
- Draco draco (L.) Linding.
- Draco dragonalis Crantz
- Drakaina draco (L.) Raf.
- Oedera cranziana Berens
- Oedera dragonalis Crantz
- Palma draco (L.) Mill.
- Stoerkia cranziana Berens
- Stoerkia draco (L.) Crantz , 768
- Yucca draco (L.) Carrière, 1859

## Importancia económica y cultural

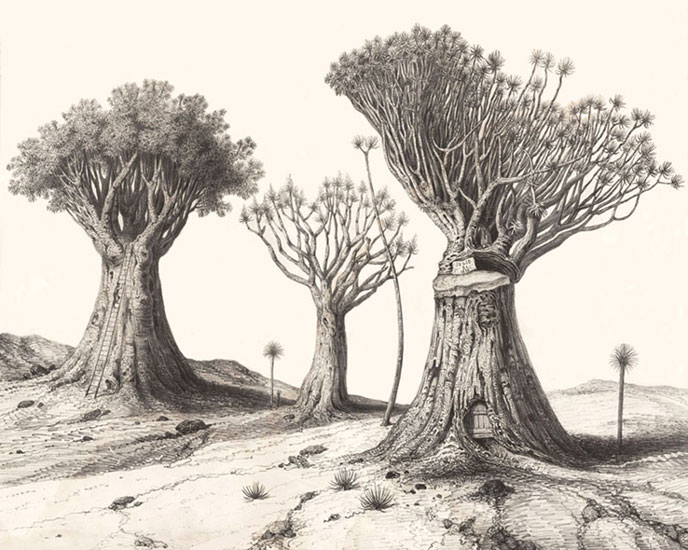
Grabado realizado por el naturalista francés Sabin Berthelot del gran drago ubicado en el jardín de la Casa de Franchy, en La Orotava. Publicado en su obra Histoire Naturelle des Iles Canaries en 1838.

D. draco ha sido utilizada históricamente por el ser humano para diversos usos.
Se considera, según una ley del Gobierno de Canarias, el símbolo natural vegetal de la isla de Tenerife.
Para los antiguos aborígenes, este árbol tenía propiedades mágicas.[cita requerida] En la Antigua Roma y en la Edad Media también era considerado un árbol mágico. Su savia, que se transforma en roja en contacto con el aire, se comercializaba debido a sus propiedades medicinales y a su uso en tintes y barnices. De su madera se hacían rodelas.
La sangre de drago se ha usado para los mismos supuestos que la del mismo nombre obtenida de la especie Daemonorops draco, siendo en realidad adulteración de esta.
La savia, una vez seca y reducida a polvo, se usó para curar úlceras y hemorragias. También se aplicó para el fortalecimiento de las encías y la limpieza de los dientes.

## Estado de conservación

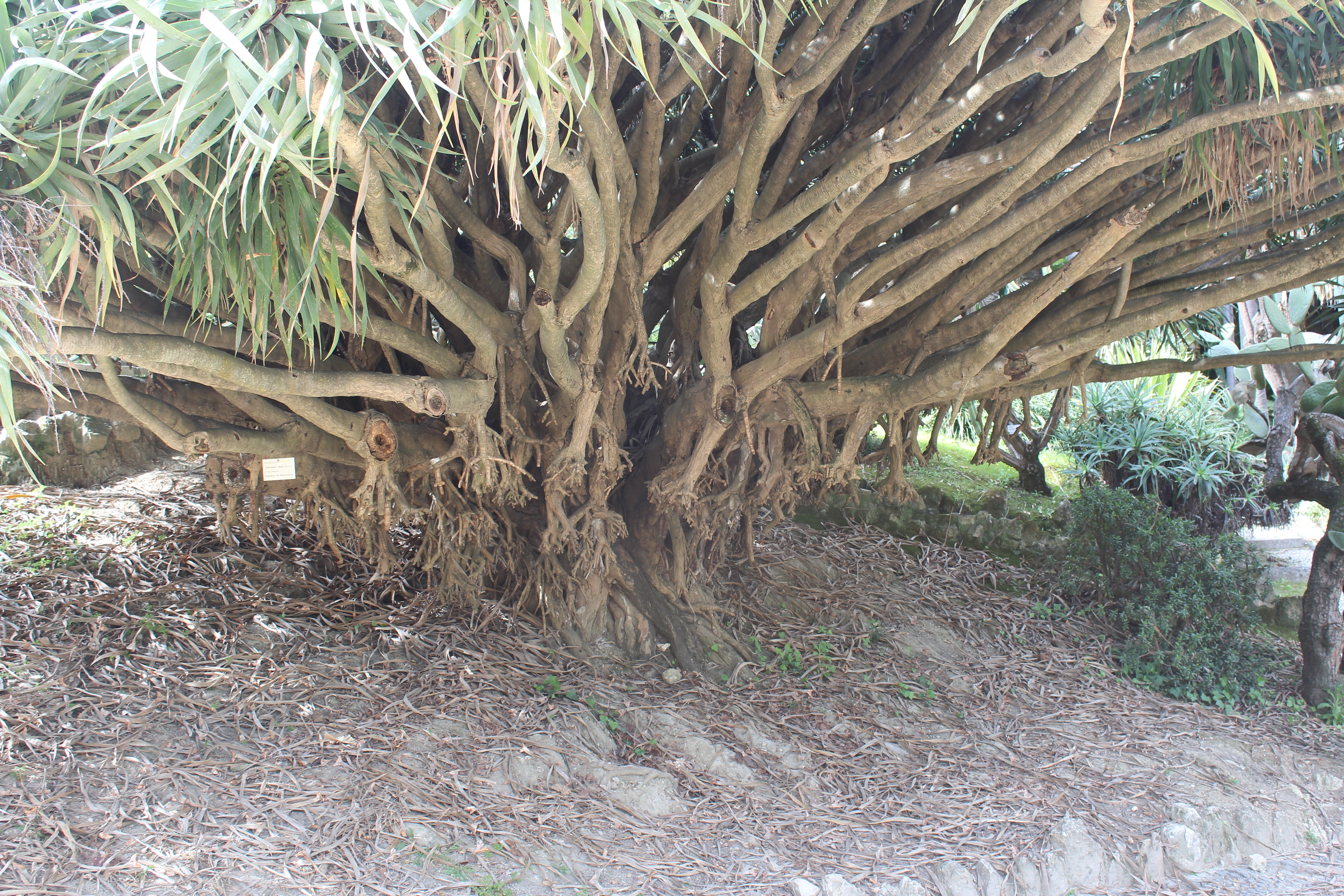
Parte inferior de un drago en el Jardín Botánico de la Universidad de Lisboa.

D. draco está catalogada como especie en peligro de extinción en la Lista Roja de la UICN debido a su área de ocupación restringida, a la fragmentación severa de sus poblaciones y a la disminución continua en la calidad y extensión de su hábitat.
Los ejemplares de Canarias se hallan protegidos al incluirse en el Listado de Especies Silvestres en Régimen de Protección Especial y del Catálogo Español de Especies Amenazadas, en el Anexo IV del Catálogo Canario de Especies Protegidas como de «protección especial» y en el Anexo II de la Orden de 20 de febrero de 1991 sobre protección de especies de la flora vascular silvestre de la comunidad autónoma de Canarias. También se encuentran incluidos en el Anexo IV de la Directiva Hábitats y en el Anejo I del Convenio relativo a la Conservación de la Vida Silvestre y del Medio Natural de Europa.
La mayoría de las poblaciones silvestres de Canarias se encuentran dentro de los espacios naturales protegidos de los parques rurales de Anaga y Teno, de las reservas naturales integrales de Roques de Anaga e Ijuana, el sitio de interés científico de Interián, de la reserva natural especial del Barranco del Infierno, del parque natural de la Corona Forestal y el monumento natural de la Montaña de Tejina, así como en las zonas especiales de conservación Riscos de Bajamar y Barranco de Niágara.

## Nombres comunes
Es conocido en las islas Canarias simplemente como drago, mientras que fuera del archipiélago también se lo denomina como drago canario, drago de Canarias, dragonero o árbol del drago.
Según el ilustrado tinerfeño José de Viera y Clavijo, el nombre de drago se le dio desde la Antigüedad por el parecido del tronco de los ejemplares viejos con el cuerpo de un gran reptil.
En portugués es conocido como dragoeiro, mientras que en Marruecos se lo conoce en bereber como ajgal, que significa 'el que crece en lo alto'.

## Ejemplares singulares
El ejemplar de drago canario más famoso es el llamado drago milenario de Icod de los Vinos, en Tenerife, aunque se estima que su edad real oscila entre los 500 y los 600 años.
Otro drago considerado de los más antiguos es el drago de Gáldar, plantado en 1718 en el actual patio de las Casas Consistoriales.
Algunos ejemplares de renombre son el situado en el exconvento de Santo Domingo, de La Laguna, el drago de Pino Santo y el drago de las Meleguinas, ambos en el municipio de Santa Brígida en Gran Canaria, los de Sietefuentes en Los Realejos y Tacoronte (Tenerife) y los dragos gemelos en Breña Alta, La Palma.
Históricamente también era conocido un gran drago en La Orotava (Tenerife), dentro los jardines de la casa Franchy, pero fue abatido en 1867 por un vendaval, conservándose sólo una fotografía de dicho ejemplar.